# Саут Велдон (Северна Каролина)
Саут Велдон (енгл. South Weldon) насељено је место без административног статуса у америчкој савезној држави Северна Каролина.

## Демографија
По попису из 2010. године број становника је 705, што је 709 (-50,1%) становника мање него 2000. године.
| Група             | 2000.         | 2010.       |
| Белци             | 188 (13,3%)   | 99 (14,0%)  |
| Афроамериканци    | 1.199 (84,8%) | 555 (78,7%) |
| Азијати           | 1 (0,1%)      | 1 (0,1%)    |
| Хиспаноамериканци | 5 (0,4%)      | 36 (5,1%)   |
| Укупно            | 1.414         | 705         |